# Włodzimierz Helinski
Włodzimierz Helinski (ur. 16 lipca 1955 w Lesznie, zm. 1 maja 2021 tamże) – polski żużlowiec.

## Życiorys
Licencję żużlową zdobył w 1974 roku. W rozgrywkach z cyklu drużynowych mistrzostw Polski reprezentował kluby "Unii" Leszno (1979–1985) oraz "Startu" Gniezno. Zdobył siedem medali DMP: 3 złote (1979, 1980, 1984), 2 srebrne (1982, 1983) oraz 2 brązowe (1981, 1985). W 1980 r. zdobył drużynowy Puchar Polski, natomiast w 1984 r. w Toruniu – tytuł mistrza Polski par klubowych.
Trzykrotnie awansował do finałów indywidualnych mistrzostw Polski, w latach 1983 (Gdańsk – VIII m.), 1984 (Gorzów Wielkopolski – XI m.) oraz 1990 (Lublin – XII m.). Dwukrotnie stawał na podium rozgrywanych w Lesznie memoriałów Alfreda Smoczyka (1980 – II m., 1982 – III m.).